# Équipe cycliste Peugeot
L'équipe cycliste Peugeot est une équipe française de cyclisme sur route, qui a existé de 1901 à 1989.
Elle existe quasiment depuis les débuts des courses cyclistes. Il faut dire que la firme montbéliardaise produit des cycles depuis 1882. À partir de ce moment-là, elle ne quittera quasiment plus les pelotons.
Elle est considérée comme l'équipe cycliste la plus titrée de tous les temps. Durant sa longue existence, l'équipe sponsorisée par la marque Peugeot a notamment remporté neuf Tours de France, trois Tours d'Espagne et six Paris-Roubaix.

## Chronologie
- 1901-1987 : Peugeot
- 1987-1989 : Z-Peugeot
- 1989-1992 : Z
- 1993-02/08/1998 : Gan
- 03/08/1998-2008 : Crédit agricole

## Historique de l'équipe
L'entreprise familiale qui précède l'actuelle entreprise Peugeot est fondée en 1810. Le 20 novembre 1858, Émile Peugeot dépose au greffier l'empreinte de sa marque représentant un lion. L'entreprise, qui produit à l'origine des moulins à café, s'oriente en partie vers les automobiles et les bicyclettes.

En 1882, Armand Peugeot, inspiré par une mode venue d'outre-manche, lance la fabrication en série du grand-bi "Le Français" et ouvre un atelier de 300 ouvriers à Montbéliard. C'est un succès, qui pousse Peugeot à poursuivre, avec la fabrication de tricycles, puis en 1885, de bicyclettes à roues égales et transmission par chaîne.
Lors de la fin du XIXe siècle, Peugeot ne possède pas d'équipe à part entière, mais elle équipe certains coureurs professionnels. Ainsi, en 1892, lors de la course « Paris-Nantes » (1 025 km sur route), les cinq premiers du classement roulent sur des vélos Peugeot. Une affiche publicitaire commandée à Albert Guillaume rappellera l'évènement.
En 1896, lors des championnats du monde de cyclisme sur piste, le Français Paul Bourrillon devient Champion du monde de vitesse sur cycles "Peugeot-Frères".
Un peu plus tard, en 1901, elle équipe deux coureurs professionnels italiens.
En 1904, Hippolyte Aucouturier qui court sur cycles Peugeot (et qui a remporté Paris-Roubaix) est lié au premier scandale de l'histoire du Tour de France, et se retrouve déclassé.
La marque au Lion se rattrape l'année suivante : Louis Trousselier remporte le Tour sous les couleurs de Peugeot.
Et c'est encore sur cycle Peugeot que sont gagnées de nombreuses autres grandes boucles : (René Pottier en 1906, Lucien Petit-Breton en 1907 et 1908, Philippe Thys en 1913 et 1914, Firmin Lambot en 1922).
L'équipe Peugeot se constitue au fur et à mesure du développement du cyclisme professionnel. S'associant avec des fabricants de pneumatiques, puis des compagnies pétrolières, l'équipe deviendra ainsi « Peugeot-Wolber », puis « Peugeot-Dunlop » (et même « Peugeot-Hutchinson » une année en 1935), et ensuite « Peugeot-BP-Dunlop », « Peugeot-BP-Michelin » « Peugeot-Esso-Michelin », « Peugeot-Shell-Michelin ». Certaines années, on compte même deux équipes Peugeot (avec l'équipe belge « Elvé-Peugeot »). De 1955 à 1957, Les coureurs de "Elvé" courent en Belgique sous le maillot « Elvé-Peugeot » ou « Elvé-Marvan » et en France sous le maillot « Peugeot-Dunlop » ou « Peugeot-BP-Dunlop ».

### Peugeot: sponsor de coureurs indépendants (1901-1904)
En 1901, Peugeot sponsorise deux coureurs professionnels italiens : Giuseppe Ghezzi et Federico Momo. Ces deux coureurs spécialistes de la piste, sont ainsi les deux premiers à bénéficier d'un contrat les liant à la firme.
Il faut attendre ensuite 1904, pour voir des coureurs avec les vélos de la marque. Cette année-là, l'équipe compte quatre coureurs professionnels. L'équipe obtient ses premières victoires d'importance grâce à Hippolyte Aucouturier qui gagne Paris-Roubaix et Michel Frédérick qui s'adjuge une étape du Tour de France.

### Peugeot-BP-Dunlop (1956-1962)
En 1962, c'est la révolution dans l'organisation du Tour de France. Après avoir été disputé par équipes nationales, il se court cette année-là par équipes de marques. La plupart de celles-ci sont évidemment sponsorisées par des fabricants de cycles. L'équipe "Peugeot BP Dunlop" est alors dirigée par Gaston Plaud (depuis 1958).

### Peugeot-BP-Englebert (1963-1964)

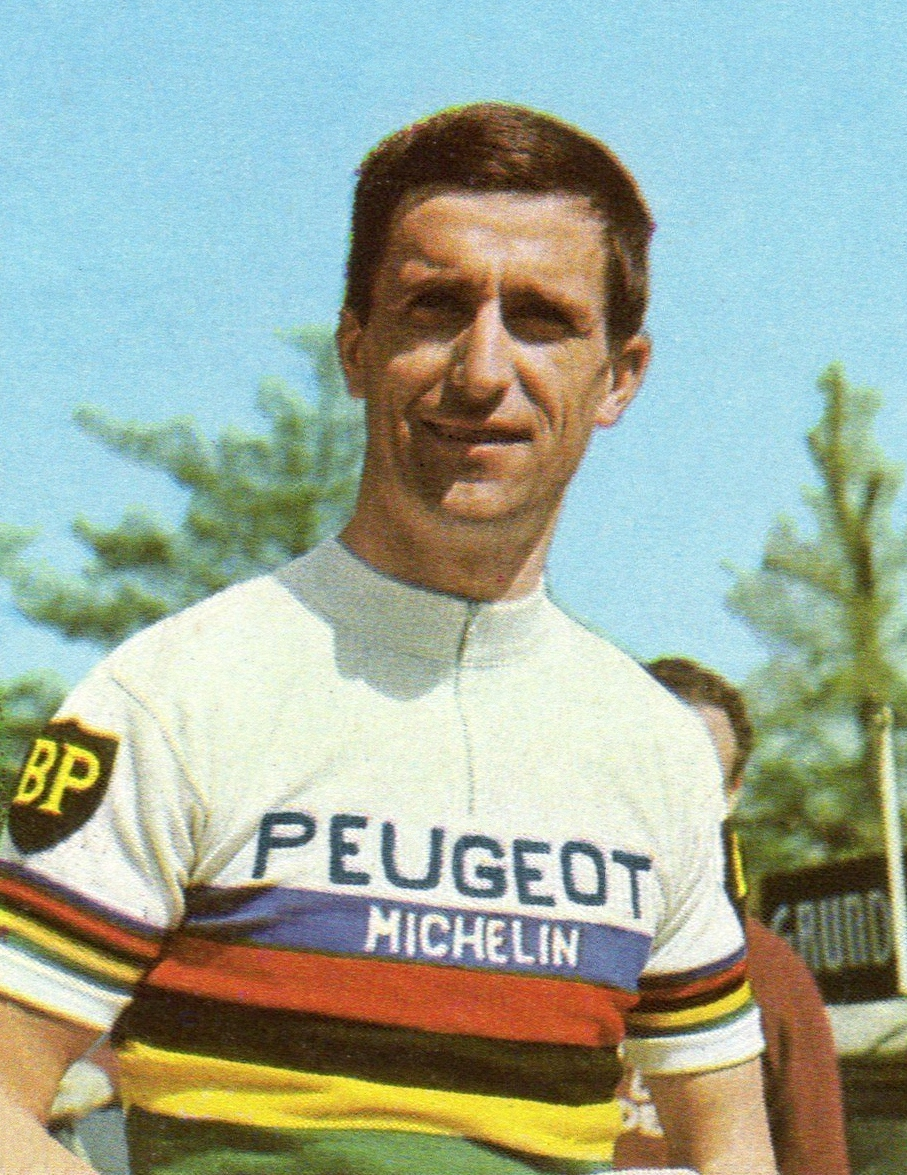
Tom Simpson.

En 1963, c'est l'apparition du célèbre maillot à damiers.
La même année, l'équipe remporte la Coupe du monde intermarques, notamment grâce au talent de Tom Simpson (qui remporte Bordeaux-Paris en 1963 et Milan-San Remo en 1964).

### Peugeot-BP-Michelin (1965-1975)

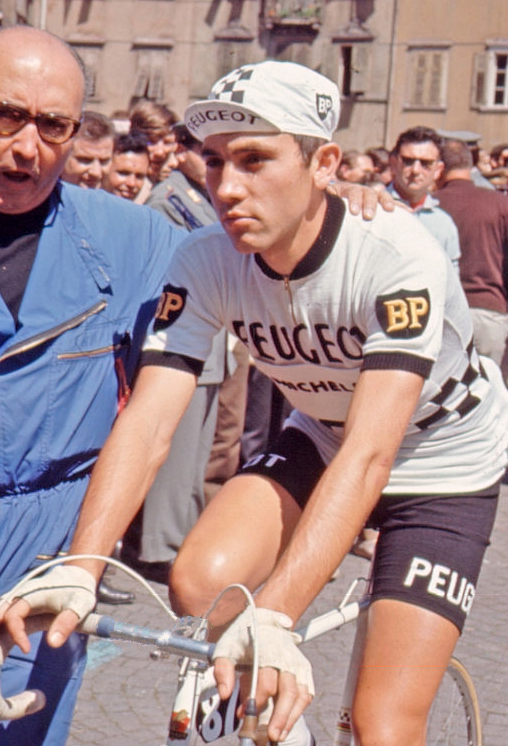
Eddy Merckx lors du Tour d'Italie 1967.

En 1965, Simpson remporte les Championnats du Monde et le Tour de Lombardie.
En 1966, le jeune Eddy Merckx s'engage chez Peugeot. Il remporte son premier Milan-San Remo.
1967 est une année mitigée pour Peugeot, oscillant entre bonheurs et tragédie. Le Tour de France revient aux équipes nationales pour 2 ans. Dommage puisque c'est Roger Pingeon, un des coureurs Peugeot, qui l'emporte. Sur ce même Tour, Tom Simpson décède lors de l'ascension du Mont Ventoux.
Après une saison exceptionnelle, l'équipe n'arrive pas à retenir Eddy Merckx (il a remporté cette saison-là Milan-San Remo, Gand-Wevelgem, la Flèche wallonne et les Championnats du Monde).
En 1969, Pingeon remporte le Tour d'Espagne, et Raymond Delisle devient Champion de France.
En 1971, arrivée dans l'équipe de Walter Godefroot, chasseur de classiques.
En 1973, Bernard Thévenet devient Champion de France.
En 1974, le docteur François Bellocq, théoricien du rééquilibrage hormonal devient médecin de l'équipe.
En 1975, Régis Ovion devient Champion de France.
En 1975, Maurice De Muer devient directeur sportif (il le restera jusqu'à la fin de la saison 1982). C'est sous sa direction que Bernard Thévenet remporte alors son premier Tour de France.

### Peugeot-Esso-Michelin (1976-1981)

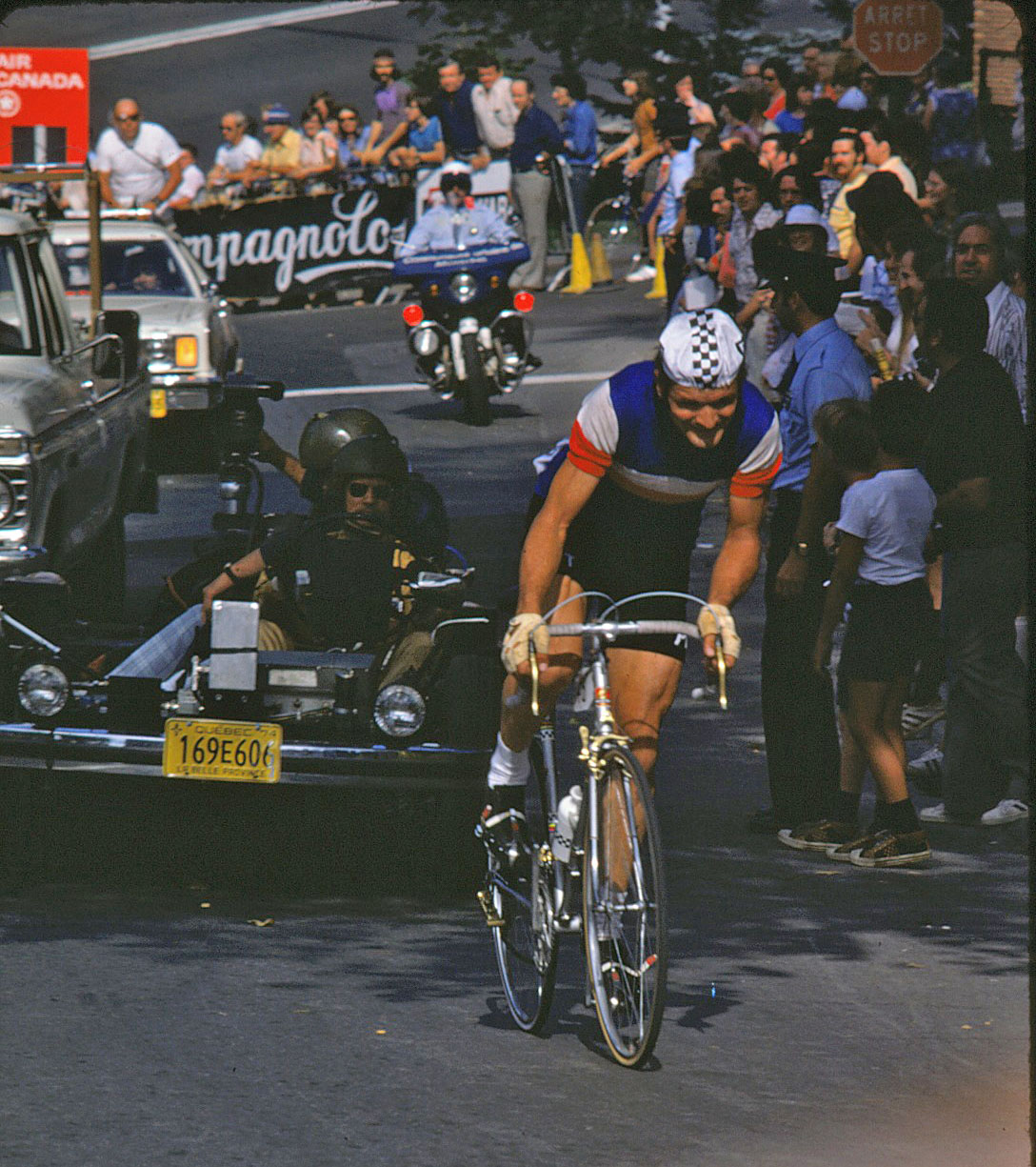
Le Français Bernard Thévenet.

En 1976, c'est l'arrivée du jeune belge Jean-Luc Vandenbroucke, qui restera jusqu'en 1979.
En 1977, arrivée du jeune français Gilbert Duclos-Lassalle. Bernard Thévenet remporte son deuxième Tour de France et Jacques Esclassan remporte le classement par points.
En 1978, Peugeot recrute Hennie Kuiper. Au cours de ses 2 années chez Peugeot, il multiplie les places d'honneurs (2e du Tour 1980), mais ne remporte aucune course d'envergure. 1978 est l'année où huit des dix coureurs engagés par l'équipe dans le Tour de France avaient déjà été mêlés à des affaires de dopage. Un neuvième reconnaitra quelques années plus tard avoir, lui- aussi, eu recours au dopage.
En 1980, un Australien arrive dans le peloton et porte le maillot à damiers : c'est Phil Anderson. Cette même année, Duclos-Lassalle remporte Paris-Nice.
En 1981, arrivée de Stephen Roche qui remporte Paris-Nice. Pascal Simon gagne le Tour de l'Avenir.

### Peugeot-Shell-Michelin (1982-1985)

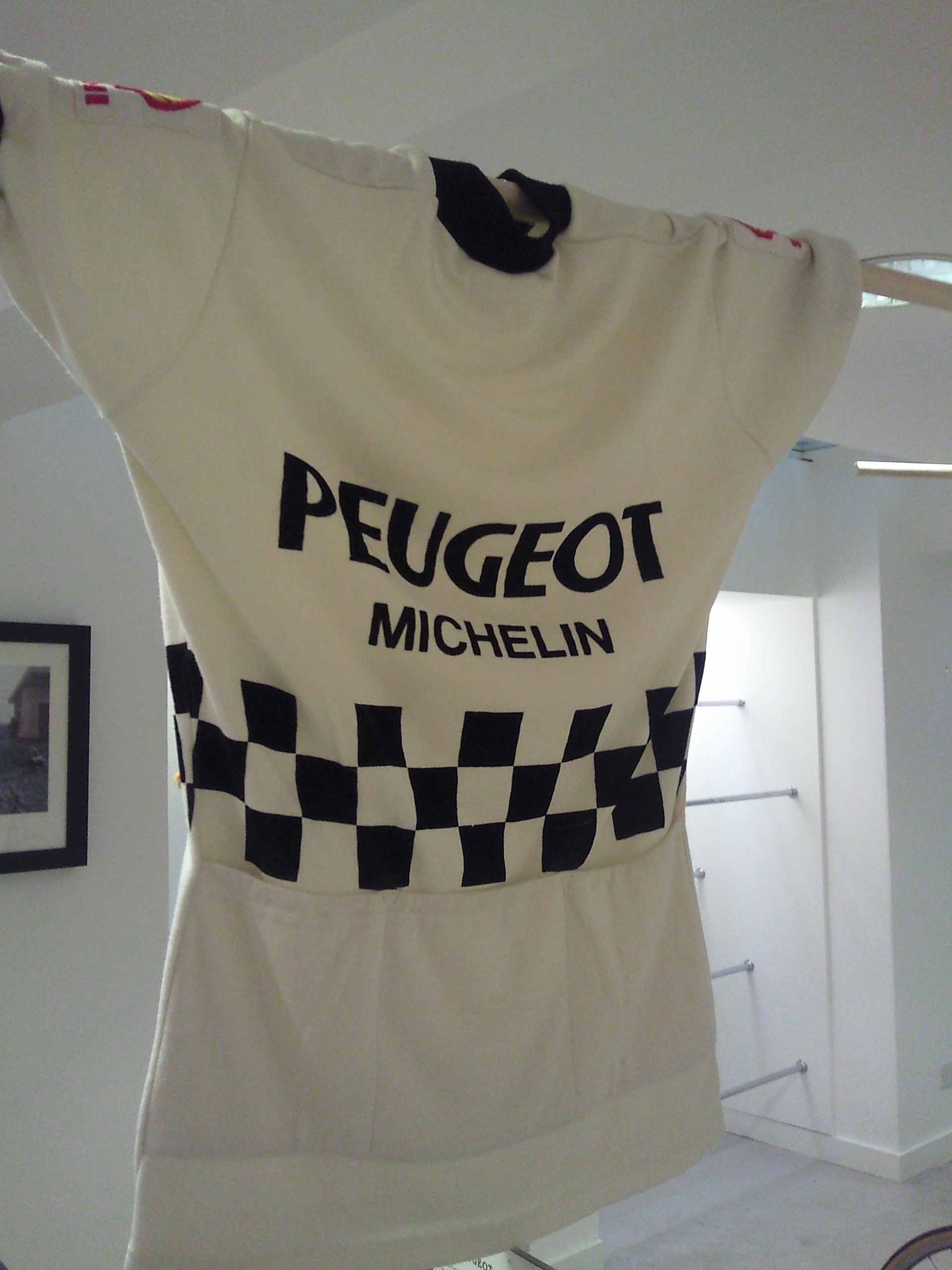
Maillot de l'équipe Peugeot-Shell-Michelin

1982, Phil Anderson remporte le classement des jeunes du Tour de France (maillot blanc).
1983, Roger Legeay, qui était coureur chez Peugeot, devient directeur sportif de l'équipe (il restera directeur sportif de l'équipe, à la suite des différents changements de marque). Anderson remporte l'Amstel Gold Race.
En 1984, Robert Millar remporte le Grand Prix de la montagne du Tour de France.
En 1985, arrivée du jeune français Ronan Pensec.

### Peugeot-Shell: dernière saison (1986)
Dernière année dans le peloton pour le maillot à damiers sous le nom exact de Peugeot-Shell-Vélo Talbot.

### Z-Peugeot: les dernières années (1987-1989)
En 1987, l'équipe change de nom et devient "Z - Peugeot".
Peugeot se retire du cyclisme professionnel fin 1989. L'équipe de Legeay devient alors tout simplement "Z" (1990-1992), puis, plus tard, "Gan" (1993-1998) et enfin "Crédit agricole" (1998-2008).

## Sponsors secondaires
Au cours de son existence, la firme Peugeot s'associe avec plusieurs sponsors secondaires :
| Automobiles et cycles - Peugeot (1901-1986) | Pneumatiques - Wolber (1905-1924) - Dunlop (1925-1962) - Englebert (1963-1964) - Michelin (1976-1985) | Pétrolière - BP (1956-1975) - Esso (1976-1981) - Shell (1982-1986) | Vêtements - Z (1987-1989) |

## Principaux résultats

### Compétitions internationales

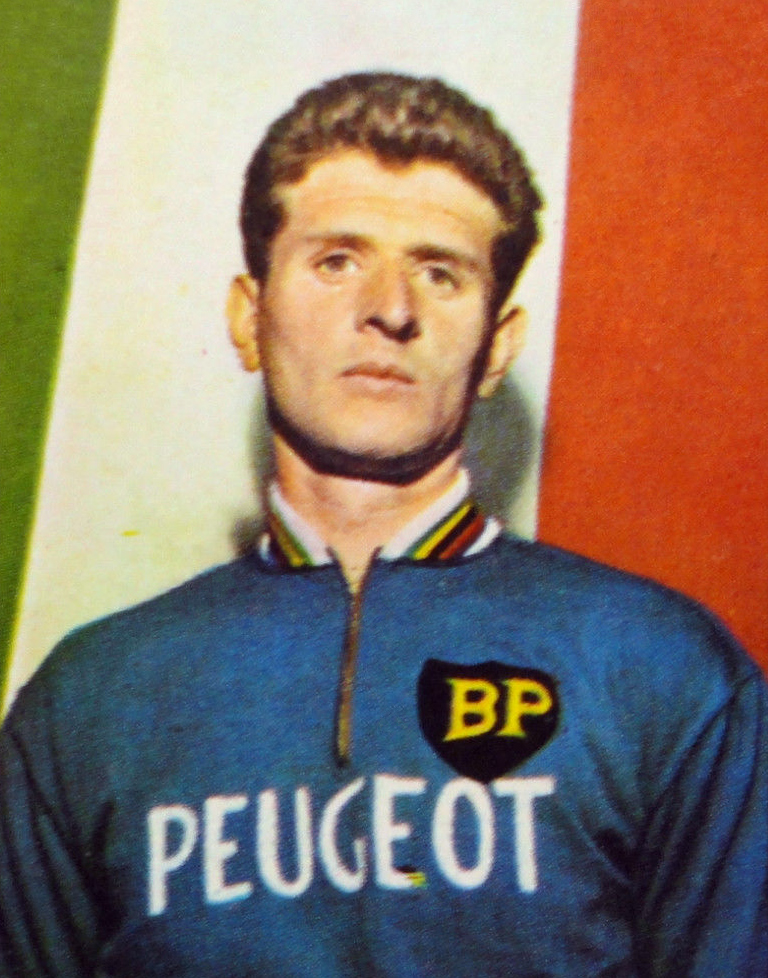
Ferdinand Bracke en 1969.

Contrairement aux autres courses, les championnats du monde de cyclisme sont disputés par équipes nationales et non par équipes commerciales.
Championnats du monde
- Cyclisme sur route : 3
  - 1957 (Rik Van Steenbergen), 1965 (Tom Simpson) et 1967 (Eddy Merckx)
- Poursuite individuelle : 2
  - 1964 et 1969 (Ferdinand Bracke)
- Cyclo-cross : 2
  - 1961 et 1963 (Rolf Wolfshohl)

### Classiques
- Paris-Roubaix : 1904 (Hippolyte Aucouturier), 1905 (Louis Trousselier), 1907 (Georges Passerieu), 1913 (François Faber), 1960 (Pino Cerami) et 1963 (Émile Daems)
- Bordeaux-Paris : 1905 (Hippolyte Aucouturier), 1963 (Tom Simpson),1964 (Michel Nédélec) 1983 (Gilbert Duclos-Lassalle) et 1984 (Hubert Linard)
- Paris-Tours : 1906 (Lucien Petit-Breton), 1907 (Georges Passerieu), 1914 (Oscar Egg), 1917 et 1918 (Philippe Thys), 1951 (Jacques Dupont) et 1970 (Jürgen Tschan)
- Milan-San Remo : 1907 (Lucien Petit-Breton), 1964 (Tom Simpson), 1966 et  1967 (Eddy Merckx)
- Tour de Lombardie : 1907 (Gustave Garrigou), 1908 (François Faber), 1917 (Philippe Thys) et 1965 (Tom Simpson)
- Paris-Bruxelles : 1907 (Gustave Garrigou), 1908 (Lucien Petit-Breton), 1954 (Marcel Hendrickx), 1959 (Frans Schoubben), 1961 (Pino Cerami) et 1964 (Georges Van Coningsloo)
- Liège-Bastogne-Liège : 1949 (Camille Danguillaume)
- Grand Prix des Nations : 1949 (Charles Coste) et 1962 (Ferdinand Bracke)
- Flèche wallonne : 1953 (Stan Ockers), 1957 (Raymond Impanis), 1960 (Pino Cerami), 1967 (Eddy Merckx) et 1978 (Michel Laurent)
- Gand-Wevelgem : 1967 (Eddy Merckx)
- Tour des Flandres : 1973 (Eric Leman)
- Amstel Gold Race : 1983 (Phil Anderson)

### Courses par étapes
- Tour de Belgique : 1908 (Lucien Petit-Breton) et 1957 (Pino Cerami)
- Tour de Romandie : 1948 (Ferdi Kübler), 1972 (Bernard Thévenet), 1983 (Stephen Roche)
- Tour de Suisse : 1948 (Ferdi Kübler)
- Critérium national : 1946 et 1948 (Camille Danguillaume), 1949 (Émile Idée), 1973 (Jean-Pierre Danguillaume) et 1974 (Bernard Thévenet)
- Paris-Nice : 1967 (Tom Simpson), 1980 (Gilbert Duclos-Lassalle) et 1981 (Stephen Roche)
- Tour de Catalogne : 1958 (Richard Van Genechten), 1974 (Bernard Thévenet) et 1985 (Robert Millar)
- Critérium du Dauphiné libéré : 1975 et 1976 (Bernard Thévenet) et 1982 (Michel Laurent)

### Bilan sur les grands tours
| - Tour de France - 36 participations (1904, 1905, 1906, 1907, 1908, 1912, 1913, 1914, 1922, 1923, 1962, 1963, 1964, 1965, 1966, 1969, 1970, 1971, 1972, 1973, 1974, 1975, 1976, 1977, 1978, 1979, 1980, 1981, 1982, 1983, 1984, 1985, 1986, 1987, 1988, 1989) - 123 victoires d'étapes - 1 en 1904 : Michel Frédérick - 8 en 1905 : Louis Trousselier (5), Hippolyte Aucouturier (3) - 11 en 1906 : René Pottier (5), Louis Trousselier (4), Georges Passerieu (2) - 12 en 1907 : Émile Georget (6), Lucien Petit-Breton (2), Gustave Garrigou (2), Georges Passerieu (2) - 14 en 1908 : Lucien Petit-Breton (5), François Faber (4), Georges Passerieu (3), Jean-Baptiste Dortignacq, Georges Paulmier - 10 en 1913 : Marcel Buysse (6), François Faber (2), Gustave Garrigou, Philippe Thys - 12 en 1914 : Henri Pélissier (4), François Faber (2), Oscar Egg (2), Jean Alavoine, Philippe Thys, Gustave Garrigou, Firmin Lambot - 11 en 1922 : Philippe Thys (5), Jean Alavoine (3), Robert Jacquinot (2), Romain Bellenger - 7 en 1923 : Jean Alavoine (3), Robert Jacquinot (2), Romain Bellenger, Joseph Muller - 1 en 1963 : Pino Cerami - 1 en 1966 : Ferdinand Bracke - 2 en 1969 : Roger Pingeon, Raymond Delisle - 3 en 1970 : Bernard Thévenet, Christian Raymond, Jean-Pierre Danguillaume - 3 en 1971 : Bernard Thévenet, Walter Godefroot, Jean-Pierre Danguillaume - 3 en 1972 : Bernard Thévenet (2), Walter Godefroot - 3 en 1973 : Bernard Thévenet (2), Jean-Pierre Danguillaume - 2 en 1974 : Jean-Pierre Danguillaume (2) - 3 en 1975 : Bernard Thévenet (2), Jacques Esclassan - 2 en 1976 : Raymond Delisle, Jacques Esclassan - 5 en 1977 : Jean-Pierre Danguillaume (2), Régis Delépine, Jacques Esclassan, Bernard Thévenet - 2 en 1978 : Jacques Esclassan (2) - 2 en 1982 : Phil Anderson, Pascal Simon - 1 en 1983 : Robert Millar - 1 en 1984 : Robert Millar - 1 en 1985 : Francis Castaing - 1 en 1988 : Jérôme Simon - 1 en 1989 : Robert Millar - 9 victoires finales - 1905 : Louis Trousselier - 1906 : René Pottier - 1907 et 1908 : Lucien Petit-Breton - 1913 et 1914 : Philippe Thys - 1922 : Firmin Lambot - 1975 et 1977 : Bernard Thévenet - 10 classements annexes - Points : Jacques Esclassan (1977) - Meilleur grimpeur : Robert Millar (1984) - Meilleur jeune : Phil Anderson (1982) - Prix de la combativité : Raymond Delisle (1976), Hennie Kuiper (1979) et Jérôme Simon (1988) - Sprints intermédiaires : Gilbert Duclos-Lassalle (1987) - Par équipes aux points : 1977 et 1981 - Par équipes aux temps : 1981 | - Tour d'Italie - 8 participations (1909, 1912, 1913, 1922, 1948, 1967, 1968, 1979) - 7 victoires d'étapes - 2 en 1909 : Dario Beni (2) - 2 en 1913 : Giuseppe Santhia (2) - 2 en 1967 : Eddy Merckx (2) - 1 en 1979 : Alan van Heerden - Tour d'Espagne - 8 participations (1948, 1950, 1967, 1969, 1971, 1973, 1974, 1985) - 12 victoires d'étapes - 2 en 1950 : Rik Evens (2) - 2 en 1967 : Tom Simpson (2) - 2 en 1969 : Roger Pingeon (2) - 3 en 1971 : Walter Godefroot (2), Wilfried David - 2 en 1973 : Jacques Esclassan, Walter Godefroot - 1 en 1974 : Raymond Delisle - 3 victoires finales - 1948 : Bernardo Ruiz - 1969 : Roger Pingeon - 1971 : Ferdinand Bracke |

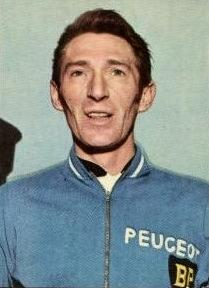
Roger Pingeon, ici en 1971.

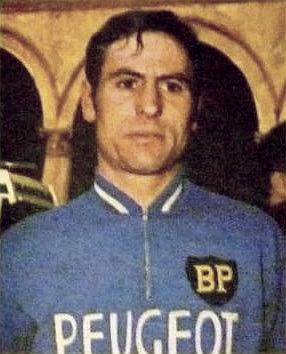
Jacques Esclassan, ici en 1974.

### Championnats nationaux
| - Championnat d'Allemagne sur route : 5 - Course en ligne : 1965, 1966 et 1967 (Winfried Boelke) 1971 (Jürgen Tschan) et 1978 (Gregor Braun) - Championnat d'Australie sur route : 1 - Course en ligne : 1984 (Peter Besanko) - Championnat de Belgique sur route : 2 - Course en ligne : 1957 (André Vlayen) et 1972 (Walter Godefroot) - Championnat d'Espagne sur route : 1 - Course en ligne : 1948 (Bernardo Ruiz) - Championnat de France sur route : 8 - Course en ligne : 1907 et 1908 (Gustave Garrigou), 1920 (Jean Alavoine), 1962 (Jean Stablinski), 1969 (Raymond Delisle), 1973 (Bernard Thévenet), 1975 (Régis Ovion) et 1976 (Guy Sibille) - Championnat d'Italie sur route : 3 - Course en ligne : 1908 (Giovanni Cuniolo), 1909 (Dario Beni) et 1910 (Emilio Petiva) - Championnat du Luxembourg sur route : 1 - Course en ligne : 1936 (Émile Bewing) - Championnat de Norvège sur route : 1 - Course en ligne : 1984 (Dag Otto Lauritzen) - Championnat de Suisse sur route : 4 - Course en ligne : 1914 (Oscar Egg), 1924 (Kastor Notter), 1948 et 1949 (Ferdi Kübler) | - Championnat d'Allemagne de cyclo-cross : 2 - Élites : 1961 et 1963 (Rolf Wolfshohl) - Championnat de France de cyclo-cross : 3 - Élites : 1913 et 1914 (Eugène Christophe) et 1960 (Georges Meunier) - Championnat du Luxembourg de cyclo-cross : 3 - Élites : 1964, 1967 et 1968 (Nicolas Morn) |